# Bektaş Demirel
Bektaş Demirel (8 de febrero de 1976) es un deportista turco que compitió en judo. Ganó una medalla en el Campeonato Mundial de Judo de 1995, y dos medallas en el Campeonato Europeo de Judo en los años 1995 y 2004.
Participó en dos Juegos Olímpicos de Verano en los años 1996 y 2004, su mejor actuación fue un vigésimo primero puesto logrado en Atlanta 1996 en la categoría de –65 kg.

## Palmarés internacional
| Campeonato Mundial | Campeonato Mundial       | Campeonato Mundial | Campeonato Mundial |
| Año                | Lugar                    | Medalla            | Categoría          |
| ------------------ | ------------------------ | ------------------ | ------------------ |
| 1995               | Chiba (Japón)            | Medalla de bronce  | –65 kg             |
| Campeonato Europeo |                          |                    |                    |
| Año                | Lugar                    | Medalla            | Categoría          |
| 1995               | Birmingham (Reino Unido) | Medalla de bronce  | –65 kg             |
| 2004               | Bucarest (Rumania)       | Medalla de oro     | –66 kg             |